# سیارک ۷۱۰۶
سیارک ۷۱۰۶ (به انگلیسی: 7106 Kondakov، نامگذاری:1978PM3) هفت هزار و صد و ششمین سیارک کشف شده‌است که در ۸ اوت ۱۹۷۸ کشف شد.
قدر مطلق سیارک برابر ۱۲٫۶۰ است.